# Dvorac Poznanovec
Dvorac Poznanovec nalazi se u naselju Poznanovec u sastavu općine Bedekovčina, Krapinsko-zagorska županija, zaštićeno kulturno dobro.

## Povijest
Dvorac je sagrađen na prijelazu iz 18. u 19. stoljeće, a posjed se prostire na površini od oko 5 ha te se prvi puta spominje u 16. stoljeću. Gradnju današnjega dvorca započela je obitelj Sermage, od koje je dvorac 1851. godine kupila obitelj Ritter. Ritteri su uredili perivoj, podigli nekoliko gospodarskih zgrada i vodili gospodarstvo. Posjed je obuhvaćao gospodarske zgrade, staje, žitnicu, kukuružarnik, ribnjak, voćnjak, oranžeriju, vrt. Posljednji vlasnici posjeda bili su Draga Ritter (rođena pl. Cvetković) i njena djeca Greta i Nikola. Ubijeni su za vrijeme Drugoga svjetskoga rata, a dvorac je s cjelokupnim inventarom ostao neoštećen. Od 1960-ih godina dvorac je pod upravom Poljoprivredne zadruge Poznanovec. Na posljetku je inventar otuđen i uništen, a dvorac pretvoren u farmu pilića. U unutrašnjosti se isticao klasicistički zidni oslik, visoke kaljeve peći ukrašene urnama, slike, namještaj, knjige, tepisi, posuđe.

## Arhitektura
Poznanovec je dvorac s polukatom, izdužene osnove, kasnobarokno-klasicističke koncepcije. S dvorišne su strane arkade (zazidane). Ispred dvorca prostire se perivoj, a sjeverno se nalaze gospodarske zgrade.

## Današnje stanje
Dvorac je u vrlo lošem građevinskom stanju. Uništen je nakon Drugoga svjetskoga rata kad su ubijeni posljednji vlasnici, inventar raznesen, a u dvorcu je bila farma pilića. Već je više godina izvan namjene, a sredstvima Ministarstva kulture obnovljeno je krovište početkom 2000-ih. Godine 2004. dvorac je sukladno Zakonu o zaštiti i očuvanju kulturnih dobara unesen na listu zaštićenih kulturnih dobara Republike Hrvatske kao nepokretno kulturno dobro. Spada u 2. kategoriju spomenika kulture. U perivoju je uređeno nogometno igralište NK Inkop Poznanovec. Usprkos popravljenom krovištu, danas je dvorac prazan i ruševan. Pod upravom je Poljoprivredne zadruge Poznanovec te nije otvoren za posjetitelje.

## Opis dobra
U dolini rijeke Krapine, na pola puta između Bedekovčine i Zlatar Bistrice, na prijelazu iz 18. u 19. st, podignut je dvorac Poznanovec. Otvorenog tlocrta „U“ oblika s izrazito kraćim bočnim krilima te prostornom organizacijom kata zasnovanom na nizanju međusobno povezanih prostorija uz glavno pročelje, dvorac je nekad bio okružen perivojem. Prvi put se spominje u 16. st. kao dio imanja Sutinsko. Današnji dvorac izgradio je vjerojatno Petar Ivan Nepomuk iz obitelji Sermage, a posljednji vlasnici bili su mu Draga Ritter, rođena pl. Cvetković i njezina djeca. Nakon II. svjetskog rata dan je Poljoprivrednoj zadruzi te propada. U sklopu dvorca nalaze se i gospodarski objekti.

## Zaštita
Pod oznakom Z-1726 zavedena je kao nepokretno kulturno dobro - pojedinačno, pravna statusa zaštićena kulturnog dobra, klasificirano kao "profana graditeljska baština".

## Galerija
- Pročelje dvorca
- Začelje dvorca
- Unutrašnjost
- Gospodarske zgrade

## Vanjske poveznice
- Dvorac Poznanovec  Arhivirana inačica izvorne stranice od 12. srpnja 2007. (Wayback Machine)
- Božica Breber: Konzervatorska studija